# Aftab Jawaid
Aftab Jawaid, né en 1938 à Gurdaspur et mort le 9 mars 2025 à Manchester, est un joueur de squash représentant le Pakistan. Il participe à trois finales du British Open, considéré comme le championnat du monde officieux.
C'est le cousin de Mo Yasin, également joueur de squash et l'oncle de Qamar Zaman, vainqueur du British Open 1975.

## Biographie
Aftab Jawaid est l'un des meilleurs joueurs de squash du monde du milieu des années 60 au début des années 70. 
Son père, Zain Khan, est entraîneur professionnel de squash et de tennis à Srinagar, au Cachemire et remporte le tout premier championnat indien de squash, organisé au début des années 1940.
De 1964 à 1966, il remporte le Championnat amateur britannique. Au British Open, qui à l'époque était généralement considéré comme le championnat du monde non officiel, il atteint la finale à trois reprises. En 1966, il s'incline en quatre jeux face à Abdelfattah Ahmed Aboutaleb, puis l'année suivante face à Jonah Barrington, également en quatre jeux. Il joue sa troisième finale en 1971, toujours contre Jonah Barrington, contre qui il s'incline cette fois-ci en trois jeux. 
Il dispute sa dernière compétition lors du British Open 1973 avec une dernière victoire en compétition sur son neveu Qamar Zaman avant de s'incliner face à Geoff Hunt.
Après sa carrière de joueur, il travaille comme entraîneur pendant de nombreuses années. Outre les joueurs individuels dont Lisa Opie, il a également entraîné l'équipe nationale pakistanaise.
Il meurt le 9 mars 2025 à Manchester à l'âge de 88 ans.

## Palmarès

### Titres
- Scottish Open : 1974

### Finales
- British Open : 3 finales (1966, 1967, 1971)